# Antonio Mazzolani
Antonio Mazzolani   (Ruina, 26 de desembre de 1819 - Ferrara, 25 de gener de 1900) fou un compositor italià de finals del Barroc.
Estudià piano amb el seu pare, i després completà els seus coneixements musicals a Ferrara i Lucca. Més tard es dedicà a l'ensenyança, i ensems va compondre les òperes:
- Il tradimento,
- Gismonda,
- Enrico di Charlis, ovvero il Ritorno della Russia,